# Squidgygate
Squidgygate bezieht sich auf die intimen Telefongespräche zwischen Diana, Princess of Wales und ihrem engen Jugendfreund James Gilbey, sowie die Kontroverse darüber, wie diese Gespräche abgehört worden waren. Während dieser Anrufe nannte Gilbey Diana liebevoll mit dem Kosenamen „Squidgy“ (oder „Squidge“). In einem Gespräch verglich die Fürstin von Wales ihre Situation mit jener eines Charakters aus der populären britischen Seifenoper EastEnders, und zeigte sich besorgt über eine mögliche Schwangerschaft ihrerseits.
Im August 1992 machte die Tageszeitung The Sun die Existenz der Tonbandaufnahmen publik, in einem Artikel mit der bezeichnenden Überschrift „Squidgygate“ (ursprünglich noch „Dianagate“ genannt), einer Referenz an die amerikanische Watergate-Affäre der 1970er Jahre. Die Veröffentlichung der Tonbandaufnahmen bedeutete einen Auftakt im sogenannten „Krieg der Eheleute von Wales“ (englisch War of the Waleses), einem Rosenkrieg, welcher die Trennung und darauffolgende Scheidung des Fürsten und der Fürstin von Wales beschleunigte.
Eingedenk des Umstandes der vor ihrer Veröffentlichung bekanntermaßen mehrjährigen Existenz der Tonbandaufnahmen, befand sich die Beziehung zwischen Prinzessin Diana und Gilbey demnach im Jahr 1989 auf ihrem Höhepunkt. Diana war sich der Existenz der Tonbänder wohl bewusst und suchte heimlich den Kontakt mit Journalist Andrew Morton, was schließlich Mitte Juni 1992 zur Publikation von Mortons Skandal-Biografie Diana: Ihre wahre Geschichte führte, und somit den „Krieg der Eheleute Wales“ einleitete.